# Габія колумбійська
Габія колумбійська (Habia gutturalis) — вид горобцеподібних птахів родини кардиналових (Cardinalidae).

## Поширення
Ендемік Колумбії. Його природне середовище проживання — вологі тропічні ліси, узлісся, прогалини та зрілий вторинний ліс.

## Опис
Дрібний птах завдовжки 19-20 см. Дорослий самець темно-сірий з помітним червоним гребнем (не завжди піднятим) і рожево-червоним горлом. Доросла самиця тьмяніша з рожево-білим горлом.

## Спосіб життя
Харчується комахами і фруктами. Зазвичай вони харчуються високо на деревах або ловлять комах у польоті. Будує глибоке чашоподібне гніздо. Самиця відкладає два сірувато-білих яйця з безліччю темних цяток.